# Анохин, Константин Владимирович
Константи́н Влади́мирович Ано́хин (род. 3 октября 1957, Москва) — российский нейробиолог, доктор медицинских наук, профессор, академик РАН (2019). Директор Института перспективных исследований мозга МГУ имени М. В. Ломоносова. До осени 2023 года возглавлял также лабораторию нейробиологии памяти НИИ нормальной физиологии имени П. К. Анохина (институт реорганизован путем объединения с другой организацией).

## Биография
Окончил лечебный факультет 1-го Московского медицинского института им. И. М. Сеченова (1980). В 1984 году защитил кандидатскую диссертацию, в 1992 году докторскую диссертацию на тему «Ранние гены в механизмах обучения и памяти». В 1989 году получил звание профессора. В 2002 году был избран членом-корреспондентом РАМН по специальности «нейробиология», в 2008 году — членом-корреспондентом РАН по специальности «нанобиотехнологии» (Отделение нанотехнологий и информационных технологий). В 2019 году избран академиком РАН по специальности «медицинская нейробиология» (Отделение медицинских наук).
Лауреат премии Ленинского комсомола, премии имени Де Вида Королевской академии наук и искусств Нидерландов и Национальной премии «Человек года» в номинации «Потенциал и перспектива в науке».
Внук физиолога академика П. К. Анохина (1898—1974), сын академика И. П. Анохиной (род. 1932).

## Научная деятельность
Область научных интересов:
- нейробиология и нейрофизиология высших функций мозга
- нервные основы обучения, памяти, интеллекта и сознания
- клеточное кодирование когнитивной информации
- новые методы и подходы к исследованию мозга
- механизмы созревания мозга и поведения
- взаимодействие обучения и развития
- эволюционная нейробиология
- фундаментальная теория мозга

В середине 1980-х годов К. В. Анохиным были обнаружены гены, активирующиеся в головном мозге при обучении и формировании памяти. Им доказана роль этих генов, принадлежащих к семейству «непосредственных ранних генов», в фиксации разных форм долговременной памяти и устойчивых патологических состояний нервной системы. Выдвинута и экспериментально обоснована схема молекулярного сигнального пути «непосредственных ранних» — «поздних» генов, лежащего в основе консолидации всех известных форм долговременной памяти. На основе этой модели и функциональных свойств найденных генов разработаны новые методы визуализации и контроля функций нервной системы. С помощью этих методов описаны и исследованы новые фундаментальные феномены памяти: реконсолидация и репарация памяти. Ввёл понятие когнитом и предложил гиперсетевую теорию мозга.